# Skinnskatteberg (commune)
La commune de Skinnskatteberg est une commune suédoise du comté de Västmanland. Environ  4 370 personnes y vivent  (2020). Son chef-lieu se situe à Skinnskatteberg.

## Étymologie
La région était connue sous le nom de Skinnsäckeberg à l'époque médiévale, ce qui se traduit par "montagne de skinsack", faisant peut-être référence aux sacs de peaux utilisés pour transporter du matériel jusqu'aux montagnes, mais il n'y a pas de certitude à ce sujet. 

## Géographie
Huit pour cent du territoire communal est constitué d'eau (ruisseaux ou lacs).

## Histoire
La région, située dans le district minier du centre de la Suède (Bergslagen), était un district minier depuis le XIVe siècle, principalement pour le fer, mais on y extrayait également du cuivre. 
En 1952, une nouvelle grande municipalité a été créée lorsque l'ancienne commune de Skinskatteberg a été fusionné avec Gunnilbo et Hed. La réforme de la subdivision suivante, en 1971, n'a pas affecté la commune.

## Localités principales
- Riddarhyttan
- Skinnskatteberg

## Sites et monuments
Le manoir de Skinskatteberg a été construit en 1779 par l'architecte Wilhelm Hising.